# قنونا
مركز قنونا هو من بين 6 مراكز تتبع محافظة العرضيات ويقع في قرية الفائجة بوادي قنونا ويحتوي على عدد من القرى والأودية والجبال .

## القرى
- الفائجة.
- الرّيان.
- الغبراء.
- الحسك.
- طلعه.
- الوشعه.
- كيهف.
- راف.
- غريب.
- حداب القرشة.
- مصوي.
- السويد.
- الجعافر.
- الصدعاء.
- الحمضة.
- المربعة.
- العيينه.
- الجوفاء.
- الحداب.
- الصخر.
- المرجبات.
- ذران.
- المرحى.
- المريبي.
- المسلمة.
- معلمه.
- النجيل.
- صقارن.
- الذنبة
- الحازمين.
- الموجهه.
- الحلق.
- الشعبة.
- الغمرة.
- الصحنة.
- ذالملحة.

## الأودية
- وادي قنونا.
- وادي الصحنة.
- وادي صقارن.
- وادي فرعة العبادلة.
- وادي حضرة.
- وادي الرصاف.
- وادي طلعة.
- وادي ذران.
- وادي معلمة.
- وادي المعقل.
- وادي جبجب.
- وادي العنك.

## الجبال
- جبل صفاء.
- جبل روحان.
- جبل ثعا.
- جبل منبل.
- جبل الثبج.
- جبل الحلق.
- جبل العمامة.
- جبال الصحن.
- جبال معلم.

## الآثار
تحتوي قرى وجبال المركز على العديد من الآثار الحجرية والمساكن التراثية ومواقع الأسواق التاريخية ومنها:
- سوق حباشة.
- قبر وجد عليه كتابة باسم مريم بنت قيس.
- قصور قديمه ومباني حجريه مجهولة.